# Zoé Zautsina
Zoé Zautsina foi uma imperatriz-consorte bizantina, segunda esposa do imperador bizantino Leão VI, o Sábio. Ela era filha de Estiliano Zautzes, um burocrata de alto escalão durante o reinado do marido.

## Amante real
A obra de Teófanes Continuado foi uma continuação da crônica de Teófanes, o Confessor, por outros escritores ativos durante o reinado de Constantino VII. De acordo com ela, Zoé foi primeiro casada com Teodoro Guniatzizes, um obscuro membro da corte. Ela se tornou amante do imperador após a morte dele. Teófanes relata que Teodoro teria sido envenenado, implicando Leão VI na sua morte prematura. Simeão Metafrastes relata que Leão se apaixonou por ela no terceiro ano de seu reinado, datando o encontro em c. 889. Na época, Leão estava casado com Teófano, filha de Constantino Martinácio, um casamento que fora arranjado pelo pai dele, Basílio I, o Macedônio. Eles tinham uma filha, mas o casamento parecia ser meramente formal, sem amor.

## Consorte real
No sétimo ano do reinado (ca. 893), Teófano se retirou para um mosteiro em Blaquerna, um subúrbio de Constantinopla. Ela sempre foi particularmente devota à Igreja por toda a vida, mas se este movimento foi voluntário ou não é incerto segundo Teófanes e Simeão. Zoé tomou o lugar dela no palácio e na corte. Há, contudo, uma contradição no status dela entre 893 e 897. De acordo com Simeão, o casamento de Leão VI com Teófano foi oficialmente considerado nulo, o que permitiu que ambos se casassem no mesmo ano. Segundo Teófanes, o casamento anterior ainda vigorava e Zoé permaneceu como amante real. Ambos concordam, porém, que o pai dela, Estiliano Zautzes, ascendeu ao topo da hierarquia palaciana e chegou mesmo a receber o novo título de basileopátor ("pai do imperador"), que ele manteve até sua morte em 896. Teófano morreu em seu mosteiro em 10 de novembro de 897. De acordo com Teófanes, Leão e Zoé se casaram em seguida. Ambos novamente concordam que Zoé só foi coroada augusta após a morte de sua antecessora.

## Morte
A própria Zoé morreu em 899. De acordo com o Sobre as Cerimônias, de Constantino VII, ela teve pelo menos duas filhas. Porém, Leão VI ainda não tinha um varão e sua sucessão não estava assegurada. Simeão relata que ela foi enterrada no templo de Santa Zoé. Porém, Sobre as Cerimônias menciona que ela teria sido enterrada na Igreja dos Santos Apóstolos, onde Leão VI, Teófano e a esposa seguinte, Eudócia Baiana, também foram enterrados. Contando que ambas as fontes estejam certas, seus restos teriam então sido transladadas do túmulo original para o de seu marido.

## Filhos
De acordo com Sobre as Cerimônias, Leão e Zoé tiveram pelo menos duas filhas. Porém, diferentes cópias do texto dão nomes diferentes para a segunda:
- Ana. Acredita-se que tenha morrido na infância. Enterrada com seus pais na Igreja dos Santos Apóstolos.
- Ana ou Eudócia. Eudócia era o nome da única filha de Leão VI e Teófano, enquanto que Ana era o nome da primeira filha dele com Zoé. Em qualquer caso, possivelmente ela foi batizada em homenagem à sua falecida meia-irmã ou irmã.

Uma carta atribuída ao patriarca Nicolau I Místico por Christian Settipani menciona negociações para um eventual noivado da segunda filha de Zoé com Luís, o Cego. Se estas negociações chegaram a se completar ou se o casamento ocorreu de fato não se sabe. Porém, Settipani e outros genealogistas consideram Carlos Constantino de Vienne como resultado deste casamento.